# 琉球交響楽団
琉球交響楽団（りゅうきゅうこうきょうがくだん）とは、2001年に結成された沖縄県のオーケストラである。

## 沿革

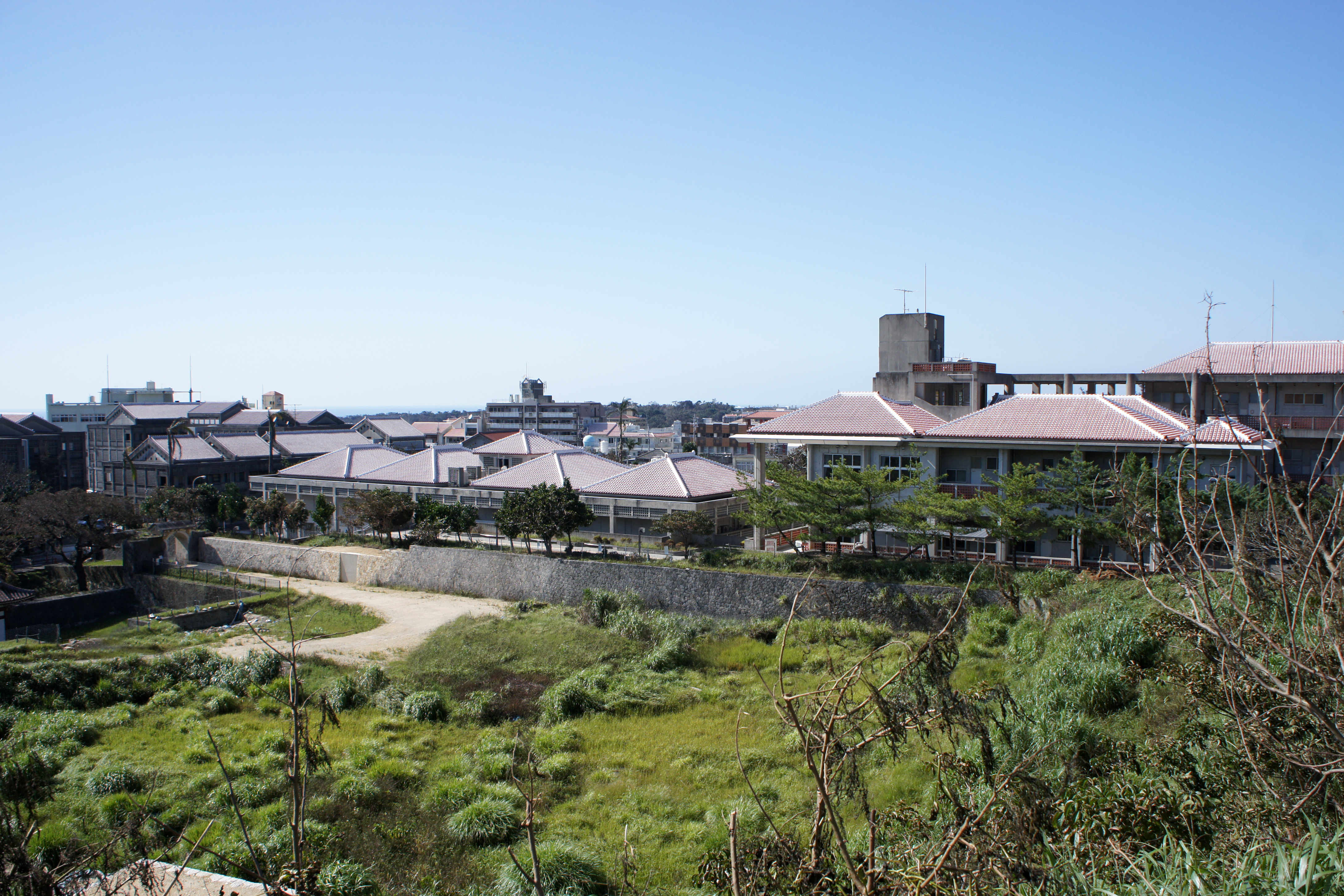
沖縄県立芸術大学

NHK交響楽団の首席トランペット奏者を務め、N響引退後の1990年からは沖縄県立芸術大学音楽学部の教授を務めた祖堅方正は、大学で学生による小オーケストラを組織し、N響時代に交流のあった指揮者の大友直人などを招いていたが、「一生懸命若い音楽家たちを育てても、沖縄県内には、音楽家が就職したり、音楽活動を続けていくための環境が整っておらず、とても残念」と語っており、「将来的にはオーケストラを創設して、卒業生や沖縄出身者が活躍できる土壌を作りたい」という夢を抱いていた。その思いに共感した大友は設立を後押しし、沖縄県立芸術大学の卒業生を中心としたオーディションが実施され、2001年に琉球交響楽団が創設された。大友の指揮で行われた第1回の演奏会は、当時のN響メンバーなどがエキストラで参加した大編成のものであった。
なお、設立に際しては、沖縄県出身で元仙台フィルハーモニー管弦楽団ホルン奏者であった上原正弘をはじめとする音楽家8名が「定期演奏会にきちんとした指揮者を招くこと」「安定した給料制に移行するまでは琉響以外の音楽活動も自由に行えること」の二点を確認した上で設立準備委員会を組織した。
指揮者の大友直人は設立時よりミュージックアドバイザーとして招かれ、2016年からは音楽監督に就任した。

## 演奏活動
県内を中心に年間約80公演を開催している。年に2回の定期演奏会のほか、映画音楽をテーマにした公演や、学生を対象にした音楽鑑賞会、沖縄民話絵本の読み聞かせに伴う演奏、吹奏楽のコンサート、漫画『のだめカンタービレ』をモチーフにした演奏会なども行なっている。
各種式典での演奏も行なっており、世界各地の沖縄出身者が集う「世界のウチナーンチュ大会」のフィナーレでベートーヴェンの『交響曲第9番』を演奏したり、2002年の本土復帰30周年記念演奏会での演奏を務めたりした。また、2005年に沖縄県宜野湾市で開催された米州開発銀行年次総会の歓迎行事では、当時の皇太子の前で沖縄民謡「てぃんさぐぬ花（ホウセンカ）」を演奏し、2015年の本土復帰記念式典では、2009年に與儀亨に委嘱した『祝典序曲』を演奏した。さらに、2017年の第3回沖縄国際音楽祭では、市民らの合唱を交えベートーヴェンの『交響曲第9番』を演奏した。
また、2020年5月8日にYouTubeチャンネルを開設した。

## 経営状況
設立から19年が経った2020年時点でも安定した財政基盤が確保できず、実際には演奏会ごとにメンバーが集まる臨時編成という状態が続いており、オーケストラの常設化には至っていない。また、専用の練習場を所持しておらず、楽団所有のトラックもないため、メンバー個人が所有する貨物車を用いている。
「特に沖縄では、民間企業がクラシック音楽事業を支援するという土壌がなく、ここで資金を集めることはかなり難しい」とされているため、県に支援を要請しているが、「残念ながら良い結果を出せずに現在に至って」いると指揮者の大友直人は述べている。なお、内閣府沖縄振興局長が沖縄振興の一環として琉球交響楽団への支援を検討したことがあったが、検討が具体化する前の2012年に沖縄振興予算全体が大きく変更され、個別の補助金は全てまとめられて一括交付金となった。その用途を決定する沖縄県と市町村は（大友曰く）その「ごく一部」しか音楽に充てなかった上に公募制を採用したため、上述の試みは途絶えた。大友は「沖縄はもともと伝統芸能が盛んで、その分野に対する県の理解はとても高いのですが、西洋クラシック音楽に対しては、慎重なスタンスが取られているように思います」と語っている。
「金の心配はしないで演奏すればいい」と語り、資金繰りなどの運営を一手に引き受けていた創設者の祖堅が2013年に73歳で亡くなると楽団員たちは厳しい現実に直面した。楽団員代表の高宮城徹夫は「こんなに大変なのか、と思いましたよ」と語ったが、楽団員たち自身の努力の甲斐もあり、定期演奏会の集客率が上がった。なお、公演プログラムに載せる細かな広告は、楽団員たち全員で集めている。
楽団員の報酬は給料制ではなく公演ごとの歩合制であり、全員が音楽教室や大学の非常勤講師などの別の仕事を持っている。

## ディスコグラフィ
- 『美ら歌よベスト～沖縄ベスト・ソング・コレクション～』[24]

- 『琉球からの風』[25]

- 『琉球交響楽団～オーケストラによる沖縄音楽集～』[26]

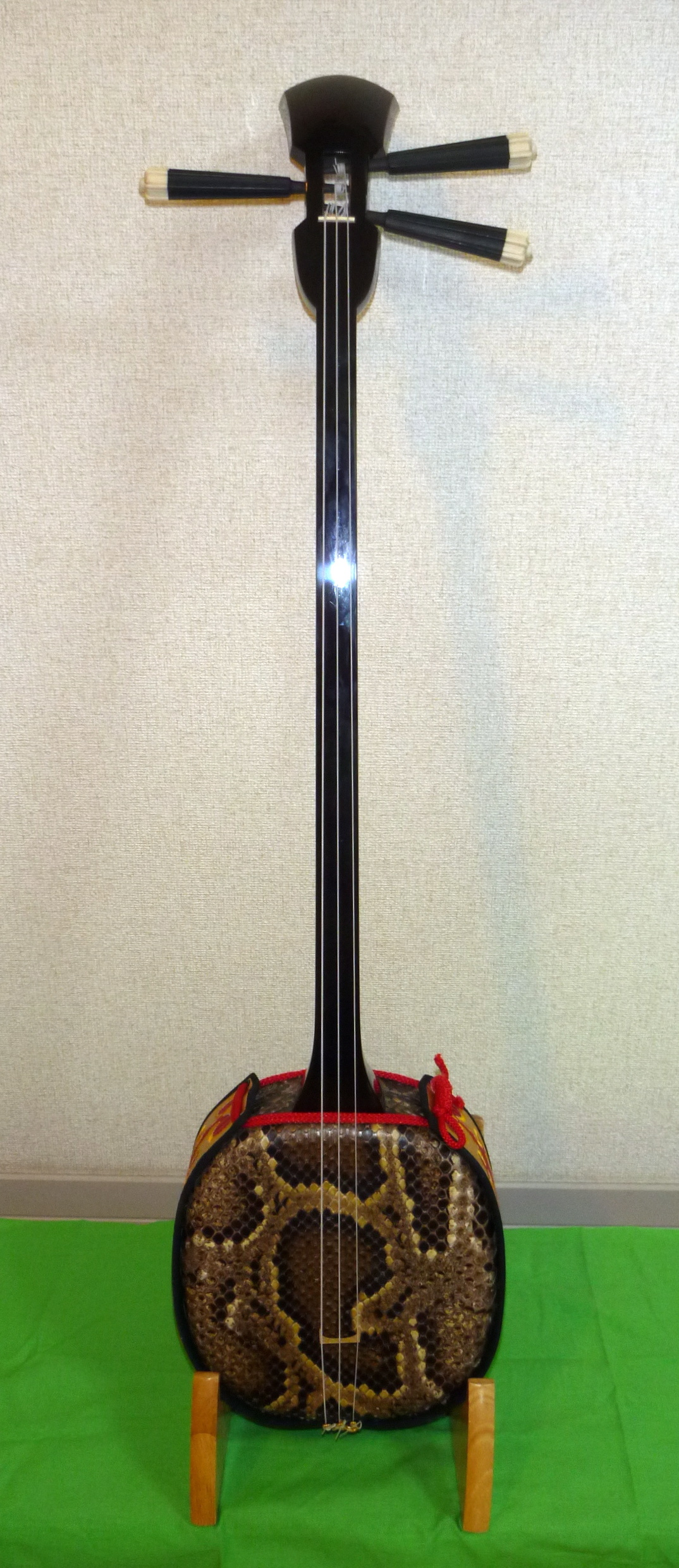
三線 - 真壁型（志多伯開鐘写し）本皮

クラシック調にアレンジした沖縄民謡を、オーケストラのみで（三線や島太鼓を用いずに）演奏している
- 『萩森英明 沖縄交響歳時記』[28]

作曲家萩森英明への委嘱作品であり、島太鼓や三板といった沖縄の伝統楽器を用いて沖縄の四季折々の風物や風景を描いた全6楽章の交響組曲である。各楽章は順に「新年」「春」「夏」「秋」「冬」を表し、最終楽章では沖縄の踊り「カチャーシー」が取り上げられる。また、楽曲中には、琉球古典音楽の祝賀曲「かぎやで風（ふう）」や、歌と太鼓で祖先の霊を迎えるエイサーの定番曲「唐船（とーしん）ドーイ」、長寿を祝う秋の民謡「花ぬ風車（かじまやー）」、わらべ歌「てぃんさぐぬ花」、「谷茶前（たんちゃめ）」など、沖縄の音楽が随所に登場する。指揮者の大友直人は「オーケストラには他の追随を許さない看板曲が必要です。萩森さんの新曲は、琉球交響楽団の看板となるはずです」と語っている。録音費用は750万円にのぼり、資金不足で録音が頓挫しかけたが、クラウドファンディングで資金を募り、368人から目標額の350万円を超える額を集めたことで完成させた。なお、大友は2019年にブカレストのルーマニア国立管弦楽団と、楽章の一部を初演している。
2020年4月3日に沖縄県浦添市のアイム・ユニバースてだこホールで演奏したのち、2020年4月6日の東京公演でも演奏する予定であった。大友は東京公演に際し「地方オーケストラの東京公演は普通、集客力のある曲と、自分たちがこなれた演奏をできる曲で勝負し、誰も聴いたことがない新曲をメインにするリスクなんて取らない。でも琉響は初めからどん底。だからこそ数え切れないほどコンサートであふれる東京の音楽シーンで一晩だけ演奏するなら、我々ならではのコンサートを実現したかった」と意気込んでいたが、新型コロナウイルス感染防止のため両公演共に延期となった。